# Селце над Бланцо
Селце над Бланцо (словен. Selce nad Blanco) је насељено место у општини Севница, Посавска регија, Словенија.

## Историја
До територијалне реорганизације у Словенији било је у саставу старе општине Севница.

## Становништво
У попису становништва из 2011. године, Селце над Бланцо је имало 54 становника.
| Број становника према пописима | Број становника према пописима | Број становника према пописима |
| ------------------------------ | ------------------------------ | ------------------------------ |
| 1991                           | 2002                           | 2011                           |
| 82                             | 62                             | 54                             |

Напомена: До 1953. исказивано под именом Селце.